# Julio López Guixot
Julio López Guixot (Múrcia, data de naixement desconeguda - Alacant, 22 de juliol de 1958), més conegut com a l'assassí de les travesses, fou un conegut assassí a la ciutat d'Alacant. Deu aquest àlies al fet que va cometre un assassinat el 1954 perquè s'havia arruïnat invertint en travesses.

## Infància
Julio López Guixot va néixer a Múrcia. De pares desconeguts, va ser lliurat a la beneficència, on li van imposar el nom de Julio Meseguer Linares. Es diu que aquest començament va marcar tota la seva vida. Alguns dels seus amics opinaven que López Guixot es va passar tota la seva existència queixant-se i maleint l'afront del seu naixement, per la qual cosa odiava la societat i havia desenvolupat un caràcter esquerp.

## Biografia

### Primera condemna
Al setembre de 1943, López Guixot va ingressar com a voluntari en l'Exèrcit de l'Aire i pocs dies més tard va ser objecte d'un expedient per ser l'autor d'una carta en la qual s'incitava a la rebel·lió militar. Va ser condemnat a 10 anys de presó. Després de complir condemna, es va fer molt amic d'un jove il·licità empleat de banca: José Segarra. La seva relació es va fer més intensa en conèixer a la seva germana, Asunción, amb la qual va establir un apassionat romanç.

### Origen del crim
Al llarg de la seva vida, a López Guixot li calia destacar. Un dia va descobrir una fórmula que, segons ell, li permetria encertar sovint tretze resultats en les travesses. Va aconseguir convèncer Segarra i dos altres amics per fundar una penya de travesses. Van demanar crèdits bancaris, alguns d'ells a molt alt interès, sempre esperonats per López Guixot. Van aconseguir engegar l'experiència que va resultar un enorme fracàs. A conseqüència d'aquest, els amics es van quedar en una situació econòmica desastrosa.
López Guixot va resultar molt afectat. Es va prometre perfeccionar el seu sistema per recuperar tot l'invertit. Era molt ambiciós, i la seva vida mai havia estat gens prometedora. No obstant això, es negava a ser una víctima de la societat. Encara que amb dificultat, va aconseguir més socis capitalistes, aconseguint demostrar l'eficàcia del seu mètode guanyant diversos premis, un d'ells de 64.000 pessetes. Aquell èxit va arrossegar López Guixot al fet que augmentés la inversió sense obtenir els resultats desitjats. Els amics van desistir i el soci capitalista es va decebre pels resultats, abandonant López Guixot, qui va quedar ple de deutes i una altra vegada desesperat. En aquest moment, Julio va visualitzar la idea del crim.

### Desenvolupament del delicte
Aprofitant l'amistat que tenia amb José Segarra, un home que l'admirava incondicionalment, López Guixot li va plantejar la possibilitat d'atracar l'encarregat de transportar diners des de la central d'Alacant fins a la sucursal d'Elx, Vicente Valero Marcial. Aquest va acabar per acceptar i van acordar desvalisar-lo, aprofitant els seus freqüents viatges de transport de diners. Vicente era un vell amic i company de Segarra, una persona senzilla i fàcil d'enganyar.
El pla era simple: llogar una caseta per a estiuejants on haurien de cometre el crim, perquè sabien que eren incapaços de robar-lo sense haver de donar-li mort. Es van encarregar d'escriure una carta dirigida a Segarra en la qual suposadament una antiga núvia havia decidit passar l'estiu a Alacant i l'animava a visitar-lo, demanant-li que portés un amic per a una companya que estava amb ella. Aquesta era el parany per a Valero, a qui tenien per faldiller. López Guixot es va desplaçar a la colònia Bonavista de la Creu, propera a Alacant, i allí va llogar una caseta per a una suposada família d'Albacete, deixant un senyal de cinc-centes pessetes, obtenint a canvi la clau de l'immoble. Va avisar també a un amic de Logronyo que hauria d'intervenir en cas que alguna cosa sortís malament. Per la seva banda, Segarra va mostrar la carta a Valero convidant-lo a ser el seu acompanyant, la qual cosa l'altre va acceptar i va quedar que arribat el moment l'avisaria.
El divendres 30 de juliol de 1954, Segarra va sentir que a Valero li enviaven a recollir diners a Alacant pel que va veure arribada l'ocasió que esperava. Es va apressar a demanar permís per anar al metge que, segons ell, l'havia citat urgentment, avisant després a Julio qui es va traslladar amb moto a Alacant al costat del seu còmplice de Logronyo. Segarra i Valero van quedar citats amb les suposades noies a Bonavista de la Creu.
Valero havia anat al banc a pels diners que havia de recollir. Ja a la casa, va entrar primer Segarra, seguit de Valero, qui va ser sorprès per López Guixot, qui l'esperava des de feia una hora. Sense donar-li temps a reaccionar, li va copejar en el clatell amb una petita enclusa de sabater embolicat en draps. En donar-se la volta caient-se va rebre un altre cop al front que li va enfonsar el crani. Tan sols van recollir de la seva cartera 40.000 pessetes. Del que Segarra i López Guixot no se n'adonaren va ser que la seva víctima portava més de 250.000 amagades a la seva roba.
A la casa quedava Valero, ferit de mort que sofriria una llarga agonia, i López Guixot, el seu assassí, que tractava de concentrar-se en la tasca de netejar les petjades. Encara que havia quedat encarregat de fer desaparèixer el cadàver, no va gosar a dur-ho a terme. El va deixar abandonat a l'interior de l'habitatge. Va optar per dir-li a Segarra que s'havia desprès del cos on ningú el trobaria i va ser capaç de viure quatre mesos sense preocupacions i fins i tot va arribar a casar-se amb la germana de Segarra, mentre el cadàver romania en la caseta de Bonavista.

### Detenció i mort
L'administradora de la caseta de Bonavista va descobrir una pudor sospitosa que sortia de la casa, que no havia estat ocupada des de llavors. La dona, alarmada, va avisar a la Guàrdia Civil. Les restes trobades, especialment un tros de paper blanc amb una empremta dactilar i la punta d'un mocador, tots dos semicremats, van encaminar la recerca cap a l'empleat del banc d'Elx desaparegut amb una gran quantitat de diners. Allò va portar fàcilment a la detenció de Segarra i la cerca incessant de López Guixot que gaudia de la seva lluna de mel amb Asunción Segarra.
López Guixot mai va tenir sort amb les travesses, però de manera irònica, el seu major premi fins avui va ser la causa de la seva detenció. Es va saber que havia encertat un bitllet al que corresponien 127.000 pessetes que només podria cobrar en les delegacions de Múrcia o Cartagena. Va ser a Múrcia on els policies el van detenir quan entrava en l'oficina d'apostes. Anava del braç de la seva dona que era aliena a tot l'entramat del crim. Es va prendre la detenció amb cert alleujament, perquè, segons va dir, vivia angoixat, i ho va confessar tot amb gran luxe de detalls.
Tant ell com el seu cunyat van ser condemnats a mort, però mentre Segarra va aconseguir la gràcia de l'indult, Julio va ser executat al garrot vil l'estiu de 1958 pel botxí Antonio López Sierra a Alacant.